# Гірськолижний спорт на зимових Олімпійських іграх 2010
Змагання з гірськолижного спорту на зимових Олімпійських іграх 2010 року у Ванкувері проводилися у Вістлері, Британська Колумбія, з 13 по 27 лютого 2010 року. Розіграно 10 комплектів медалей.
Марко Бюхель з Ліхтенштейну взяв участь у 6-х зимових Олімпійських іграх поспіль (1992–2010).

## Турнірні здобутки

### Загальний залік
| Місце | Країна    | Золото | Срібло | Бронза | Разом |
| ----- | --------- | ------ | ------ | ------ | ----- |
| 1     | Німеччина | 3      | 0      | 0      | 3     |
| 2     | США       | 2      | 3      | 3      | 8     |
| 3     | Швейцарія | 2      | 0      | 1      | 3     |
| 4     | Норвегія  | 1      | 2      | 1      | 4     |
| 5     | Австрія   | 1      | 1      | 2      | 4     |
| 6     | Італія    | 1      | 0      | 0      | 1     |
| 7     | Словенія  | 0      | 2      | 0      | 2     |
| 7     | Хорватія  | 0      | 2      | 0      | 2     |
| 9     | Швеція    | 0      | 0      | 2      | 2     |
| 10    | Чехія     | 0      | 0      | 1      | 1     |

### Медалісти
Чоловіки:
| Дисципліна         | Золото               | Срібло               | Бронза               |
| Швидкісний спуск   | Дідьє Дефаго         | Аксель Лунд Свіндаль | Боде Міллер          |
| Гігантський слалом | Карло Янка           | К'єтіль Янсруд       | Аксель Лунд Свіндаль |
| Слалом             | Джульяно Раццолі     | Івіца Костеліч       | Андре Мюрер          |
| Супергігант        | Аксель Лунд Свіндаль | Боде Міллер          | Ендрю Вайбрехт       |
| Суперкомбінація    | Боде Міллер          | Івіца Костеліч       | Сільван Цурбрігген   |

Жінки:
| Дисципліна         | Золото              | Срібло         | Бронза           |
| Швидкісний спуск   | Ліндсей Вонн        | Джулія Манкузо | Елізабет Гергль  |
| Гігантський слалом | Вікторія Ребенсбург | Тіна Мазе      | Елізабет Гергль  |
| Слалом             | Марія Ріш           | Марліз Шильд   | Шарка Загробська |
| Супергігант        | Андреа Фішбахер     | Тіна Мазе      | Ліндсей Вонн     |
| Суперкомбінація    | Марія Ріш           | Джулія Манкузо | Аня Персон       |

## Розклад змагань
Час наведений за Північноамериканським тихоокеанським часовим поясом (UTC−8).
| День    | Дата      | Старт | Фініш | Дисципліна                    | Фактичний день проведення змагання |
| ------- | --------- | ----- | ----- | ----------------------------- | ---------------------------------- |
| День 2  | Сб 13 лют | 11:45 | 13:15 | Швидкісний спуск — чоловіки   | Пн 15 лют                          |
| День 3  | Нд 14 лют | 10:00 | 11:30 | Суперкомбінація — жінки       | Чт 18 лют                          |
| День 3  | Нд 14 лют | 13:00 | 14:00 | Суперкомбінація — жінки       | Чт 18 лют                          |
| День 5  | Вт 16 лют | 10:00 | 11:30 | Суперкомбінація — чоловіки    | Нд 21 лют                          |
| День 5  | Вт 16 лют | 13:30 | 14:30 | Суперкомбінація — чоловіки    | Нд 21 лют                          |
| День 6  | Ср 17 лют | 11:00 | 12:45 | Швидкісний спуск — жінки      | Ср 17 лют                          |
| День 8  | Пт 19 лют | 11:30 | 13:00 | Супергігант — чоловіки        | Пт 19 лют                          |
| День 9  | Сб 20 лют | 10:00 | 11:45 | Супергігант — жінки           | Сб 20 лют                          |
| День 10 | Нд 21 лют | 10:00 | 11:45 | Гігантський слалом — чоловіки | Вт 23 лют                          |
| День 10 | Нд 21 лют | 13:45 | 15:00 | Гігантський слалом — чоловіки | Вт 23 лют                          |
| День 13 | Ср 24 лют | 10:00 | 11:45 | Гігантський слалом — жінки    | Ср 24 лют                          |
| День 13 | Ср 24 лют | 13:15 | 14:30 | Гігантський слалом — жінки    | Чт 25 лют                          |
| День 15 | Пт 26 лют | 10:00 | 11:45 | Слалом — жінки                | Пт 26 лют                          |
| День 15 | Пт 26 лют | 13:30 | 14:45 | Слалом — жінки                | Пт 26 лют                          |
| День 16 | Сб 27 лют | 10:00 | 11:45 | Слалом — чоловіки             | Сб 27 лют                          |
| День 16 | Сб 27 лют | 13:45 | 14:45 | Слалом — чоловіки             | Сб 27 лют                          |

## Спортсмени, що пропустили Олімпійські ігри через травми
Через травми в Олімпійських іграх 2010 року не змогла взяти участь група сильних гірськолижників:
Жінки
- швейцарка Лара Гут (2 срібла на чемпіонаті світу 2009 року),
- австрійка Ніколь Госп (володарка Кубку світу 2007/08, чемпіонка світу 2007 року),
- італійка Надя Фанкіні (бронза у швидкісному спуску на чемпіонаті світу 2009 року),
- швейцарка Мартіна Шильд (віце-чемпіонка Турину-2006 у швидкісному спуску).

Чоловіки
- австрієць Германн Маєр (дворазовий олімпійський чемпіон і чотириразовий володар Кубку світу, готувався до Олімпійських ігор, але восени 2009 року був вимушений закінчити кар'єру),
- француз Жан-Батіст Гранж (володар Кубку світу в слаломі 2008/09),
- швейцарець Даніель Альбрехт (чемпіон світу 2007 року в суперкомбінації),
- канадець Джон Кучера (чемпіон світу 2009 року в швидкісному спуску),
- австрієць Манфред Прангер (чемпіон світу 2009 року в слаломі).